# Efferia subcuprea
Efferia subcuprea är en tvåvingeart som först beskrevs av Schaeffer 1916.  Efferia subcuprea ingår i släktet Efferia och familjen rovflugor. Inga underarter finns listade i Catalogue of Life.